# فرودگاه بین‌المللی ژنرال هریبرتو یارا
فرودگاه بین‌المللی ژنرال هریبرتو یارا (به انگلیسی: General Heriberto Jara International Airport) (به زبان بومی: Aeropuerto Internacional de Veracruz Heriberto Jara Corona) یک فرودگاه همگانی و نظامی مسافربری با کد یاتا VER است که یک باند فرود آسفالت دارد و طول باند آن ۱۵۲۳ متر است. این فرودگاه در شهر وراکروز، وراکروز کشور مکزیک قرار دارد و در ارتفاع ۲۷ متری از سطح دریا واقع شده‌است.